# Peugeot Tipo 56
El Peugeot Tipo 56 fue un automóvil de Peugeot de 1903. Tenía un motor monocilíndrico de 0,8 L, dos filas de asientos y su parte superior era abierta.
En 1904, después de que el modelo fuera reemplazado, un Peugeot Tipo 56 obtuvo el reconocimiento oficial por economía de combustible excepcional, cuando uno de los coches viajó 100 kilómetros utilizando sólo 5,3 litros de combustible. El reconocimiento fue otorgado en la forma de una medalla de oro llamada "la médaille d'or de la locomotion".
Se produjeron un total de 16 vehículos.